# Bernadett Baczkó
Bernadett Baczkó (Budapest, 8 de enero de 1986) es una deportista húngara que compitió en judo. Ganó una medalla de bronce en el Campeonato Mundial de Judo de 2007, en la categoría de –57 kg.

## Palmarés internacional
| Campeonato Mundial | Campeonato Mundial      | Campeonato Mundial | Campeonato Mundial |
| Año                | Lugar                   | Medalla            | Categoría          |
| ------------------ | ----------------------- | ------------------ | ------------------ |
| 2007               | Río de Janeiro (Brasil) | Medalla de bronce  | –57 kg             |